# 4U 1820-30
4U 1820-30 är en dubbelstjärna som består av en neutronstjärna och en vit dvärg. Systemet ligger i det klotformiga stjärnhopen NGC 6624 i Vintergatan, ungefär 26 ljusår från Jorden i stjärnbilden Skytten. Neutronstjärnan är en av de snabbast kända roterande stjärnobjekten som upptäckts, med en rotationshastighet på 716 varv per sekund, och uppvisar kraftfulla termonukleära explosioner på dess yta.

## Egenskaper
Neutronstjärnan i 4U 1820-30 roterar med en hastighet på 716 varv per sekund, vilket gör den till en av de snabbast roterande kända neutronstjärnorna, tillsammans med PSR J1748−2446ad. Systemet hade också vid sin upptäckt 2024 den kortaste kända omloppstiden för en dubbelstjärna, med en vit dvärg som kretsar kring neutronstjärnan på endast 685 sekunder.
Neutronstjärnans extrema rotation och de termonukleära explosionerna beror på dess kompakta natur och dess interaktion med den närliggande vita dvärgen. När materia från den vita dvärgen överförs till neutronstjärnan samlas den på ytan tills den når en kritisk massa och exploderar i en termonukleär process. Dessa explosioner kan göra neutronstjärnan upp till 100 000 gånger ljusstarkare än Solen.

## Observation och upptäckt
4U 1820-30 observerades av NASAs röntgenteleskop NICER (Neutron star Interior Composition Explorer), som är monterat på den Internationella rymdstationen. Mellan 2017 och 2021 upptäcktes 15 termonukleära explosioner från systemet, vilka efter analys bekräftade neutronstjärnans mycket höga rotationshastighet.
Forskare från DTU Space och andra institutioner har studerat systemet för att förstå de processerna bakom neutronstjärnors rotation och materiaöverföring i täta dubbelstjärnsystem.

## Källförteckning
1. 1 2  Robert Lea published (5 november 2024). ”Newfound dead star spins record-breaking 716 times a second, explodes with thermonuclear blasts” (på engelska). Space.com. https://www.space.com/neutron-star-4U182030-speed-demon-fastest-star. Läst 31 mars 2025.
2. ↑  ”4U 1820-30”. heasarc.gsfc.nasa.gov. https://heasarc.gsfc.nasa.gov/docs/rosat/gallery/misc_4U1820-30.html. Läst 31 mars 2025.
3. ↑  Marino, A.; Russell, T. D.; Santo, M. Del; Beri, A.; Sanna, A.; Zelati, F. Coti (2023-07-31). The accretion/ejection link in the neutron star X-ray binary 4U 1820-30 I: A boundary layer-jet coupling?. doi:10.48550/arXiv.2307.16566. https://arxiv.org/abs/2307.16566. Läst 31 mars 2025.